# アークヒルズフロントタワー
アークヒルズ フロントタワーは、東京都港区赤坂二丁目にある超高層ビルである。

## 概要
アークヒルズの面する六本木通りを挟んだ向かい側の赤坂二丁目に、2011年、竣工した複合ビルである。アークヒルズの正面に立っていることから、この名称となった。
地上22階地下1階建て。1階に店舗、2階および13階から21階がオフィス、6階から12階を住宅、3階から5階部分は駐車場として制震装置を集約した。森ビルが市街地住宅総合設計制度を使って開発にあたり、ビル内に住宅を設けることで、容積率の割増を受けた。
2012年7月、旧 興和不動産（現：日鉄興和不動産）の出資するSPCがオフィス部分および駐車場部分の区分所有権の一部を取得した。

## 特徴
近接する首都高速道路と同じ高さで、居住やオフィスとしては環境の悪い3-5階部分には通常は地下などに配置されることが多い駐車場を挟み込み、その上下にオフィスや住居などのテナント部分を配置するという珍しいフロア構成になっている。
これはアークヒルズフロントタワーは、都心のオフィス街に立地し、ビル内の住宅は眺望よりも利便性を売りにできると考え、広めのリビングスペースを確保して、住みながら働くといった使い方を想定しているため、通常の複合ビルとは逆に住宅層を下層階に、オフィス層を上層階に配置した。また、駐車場のあるフロアに超高層ビルで初めて制震装置を集約したほか、竣工当時としては都内最大級のルーフガーデンも設けた。

## 周辺施設
- アークヒルズ
- 赤坂インターシティ
- 赤坂インターシティAIR